# Magione
Magione là một đô thị ở Tỉnh Perugia trong vùng Umbria, có khoảng cách khoảng 15 km về phía tây của Perugia. Tại thời điểm ngày 31 tháng 12 năm 2004, đô thị này có dân số 13.207 người và diện tích là 129.8 km².
Đô thị Magione có các frazioni (các đơn vị cấp dưới, chủ yếu là các làng) Agello, Antria, Borgogiglione, Caligiana, Collesanto, Montecolognola, Monte del Lago, Montemelino, Montesperello, San Feliciano, San Savino, Sant’Arcangelo, Torricella, Villa, và Soccorso.
Magione giáp các đô thị: Castiglione del Lago, Corciano, Panicale, Passignano sul Trasimeno, Perugia, Tuoro sul Trasimeno, Umbertide.

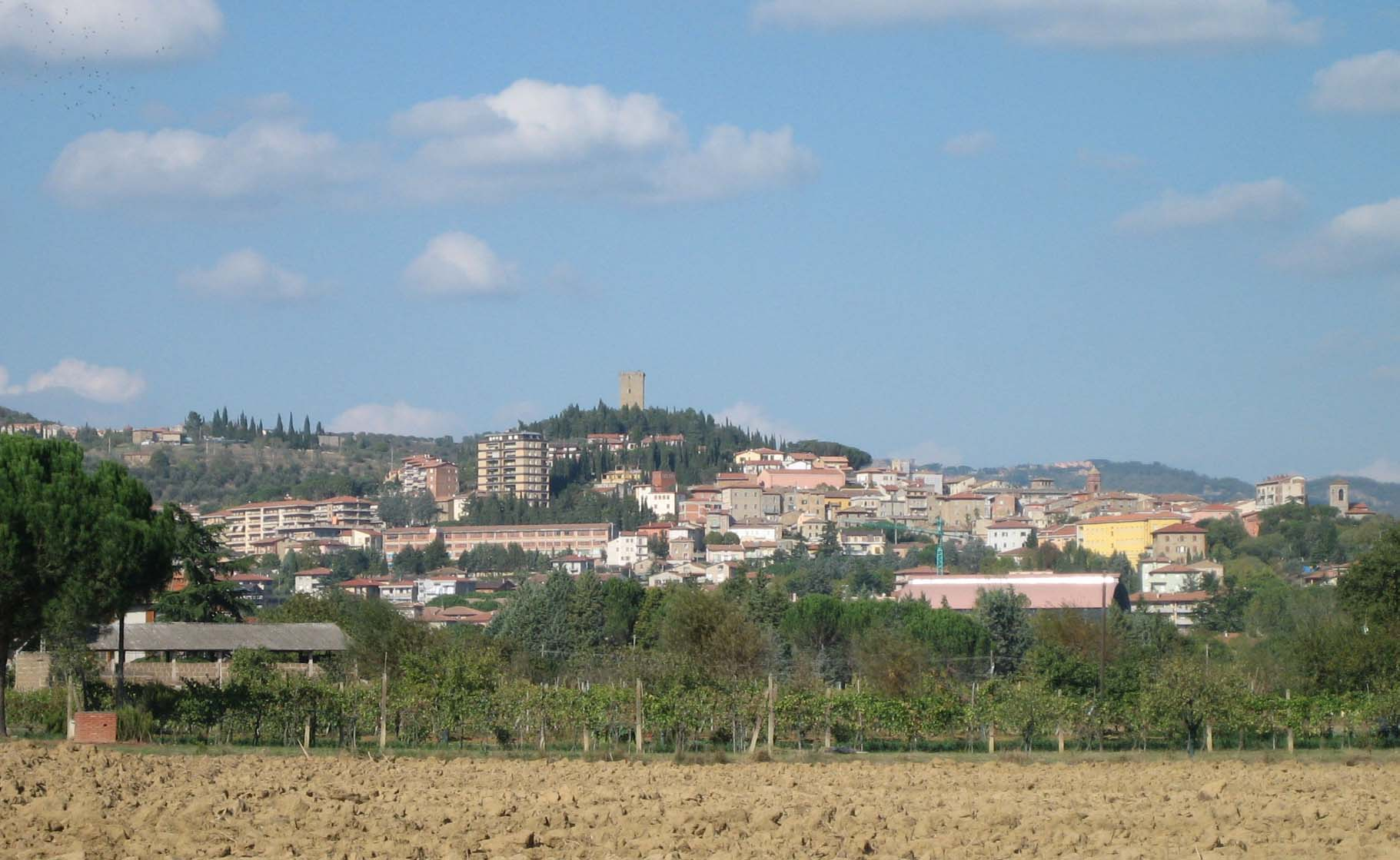
Magione